# Begraafplaats van Champagnole
De Begraafplaats van Champagnole is een gemeentelijke begraafplaats in de Franse gemeente Champagnole (departement Jura). 
De begraafplaats ligt aan de Rue du Cimetière in het centrum van de gemeente op 270 m ten oosten van het gemeentehuis en de Église Saint-Cyr-et-Sainte-Julitte. 
Ze heeft een onregelmatig grondplan en bestaat uit een oorspronkelijk deel en een kleine uitbreiding. Het geheel wordt afgebakend door een stenen muur. 
De hoofdingang in de westelijke muur bestaat uit een tweedelig metalen hek met smeedijzeren bovendeel met een kruis en het jaartal 1828.  

## Oorlogsgraven en gedenktekens
Centraal op het hoofdpad staat een gedenkzuil voor de slachtoffers uit de Frans-Duitse Oorlog van 1870-1871.
Er liggen elf private graven van gesneuvelde Franse militairen uit de Eerste Wereldoorlog en een uit de Tweede Wereldoorlog.
Er liggen ook twee Russische gesneuvelden uit de Eerste Wereldoorlog.

## Britse oorlogsgraven
Links van het centrale pad, vlak bij de toegang, liggen drie perken met in totaal achttien Canadezen en twee Britse gesneuvelde militairen uit de Eerste Wereldoorlog. Twaalf van hen waren manschappen van het Canadian Forestry Corps, de anderen van de Canadian Railway Troops of andere ondersteunende eenheden. Zij stierven tussen 27 januari en 10 december 1918 (meestal door een ongeval of ziekte).
Hun graven worden onderhouden door de Commonwealth War Graves Commission en zijn daar geregistreerd onder Champagnole Communal Cemetery.